# Unica Zürn
Unica Zürn, née le 6 juillet 1916 à Berlin-Grunewald et morte par suicide le 19 octobre 1970 à Paris 20e, est une peintre, dessinatrice, poétesse et écrivaine allemande.
Elle a vécu en Allemagne puis en France, a exposé en France, a écrit plusieurs ouvrages et a côtoyé le groupe surréaliste. Elle est également connue pour avoir été la compagne de son compatriote, artiste lui aussi, Hans Bellmer.

## Biographie

### En Allemagne
Nora Berta Unica Ruth Zürn est le second enfant de Ralph Zürn, un officier de cavalerie, écrivain et voyageur, et d’Helene Pauline Heerdt, issue d’une famille très fortunée. De ses voyages, son père ramène des objets d’Orient, tels que des Bouddhas indiens, des tapis chinois et des meubles sculptés d’Arabie. Ses parents divorcent en 1930. Sa mère se remarie en 1931 avec Heinrich Doehle (de), un haut dignitaire des régimes allemands sous la constitution de Weimar puis sous le régime nazi,,,.
En 1932, elle quitte le lycée pour des études dans le domaine commercial. Et en 1933, elle travaille comme sténotypiste aux studios de l’Universum Film AG de Berlin puis comme scénariste et autrice de films publicitaires. En 1942, elle se marie et a deux enfants. En 1949, elle divorce. Ses enfants sont confiés à la garde du père. Elle écrit des récits et nouvelles pour les journaux, des contes radiophoniques, commence à dessiner et fréquente le milieu artistique.

### En France (1953-1970)
En 1953, Unica Zürn rencontre le plasticien Hans Bellmer (1902-1975) à l'occasion d'une exposition organisée à Berlin. Elle l'accompagne à Paris. Ils y vivent ensemble dans l'appartement que leur a cédé Christian d'Orgeix au 88, rue Mouffetard,,,.
Hans Bellmer la présente au groupe surréaliste. Elle commence alors ses anagrammes et dessins à l'encre, publiés sous le titre de Hexentexte (Grimoires de sorcière) en 1954 par la galerie Springer à Berlin. Ses premières expositions individuelles sont organisées, à la galerie Le Soleil dans la tête.
En 1957, elle rencontre Henri Michaux, qui lui inspire le personnage de son œuvre L'Homme-Jasmin. Elle consomme avec lui de la mescaline,,.
En 1958, elle se prête à une séance de bondage réalisée par Hans Bellmer, qui la photographie, nue et liée. Ses photographies sont présentées dans une exposition de Bellmer et l'une d'elles est retenue par André Breton pour la couverture d'une revue consacrée au surréalisme. En 1959, elle participe à l'Exposition internationale du surréalisme, qui se tient à la galerie Daniel Cordier à Paris,.
À la suite d'une dépression nerveuse et d'une « crise » schizophrénique, elle effectue un séjour à la clinique de Wittenau. Elle fait alors une première tentative de suicide. Pendant une dizaine d'années, les crises alternent avec des séjours en clinique, à Sainte-Anne à Paris (septembre 1961), à La Rochelle et à l'hôpital Maison-Blanche de Neuilly-sur-Marne (1966, 1969 et 1970). En clinique, elle continue à dessiner à l'encre de Chine et peint,,.
Entre 1963 et 1965, elle écrit Der Mann im Jasmin (L'Homme-Jasmin), publié en français en 1971 par Gallimard, avec une préface d'André Pieyre de Mandiargues. Le titre complet en français est L'Homme-Jasmin. Impressions d’une malade mentale. L'ouvrage est célébré par Michel Leiris.
En 1967, Unica Zürn publie Sombre printemps. Elle est à nouveau internée à Maison-Blanche. Son état est si critique qu’elle ne peut plus dessiner ni écrire. Au début de l'année 1970, elle est internée une troisième fois à Maison-Blanche. Elle rédige un journal de souvenirs, Crécy, ainsi qu'un Livre de lecture pour enfants.

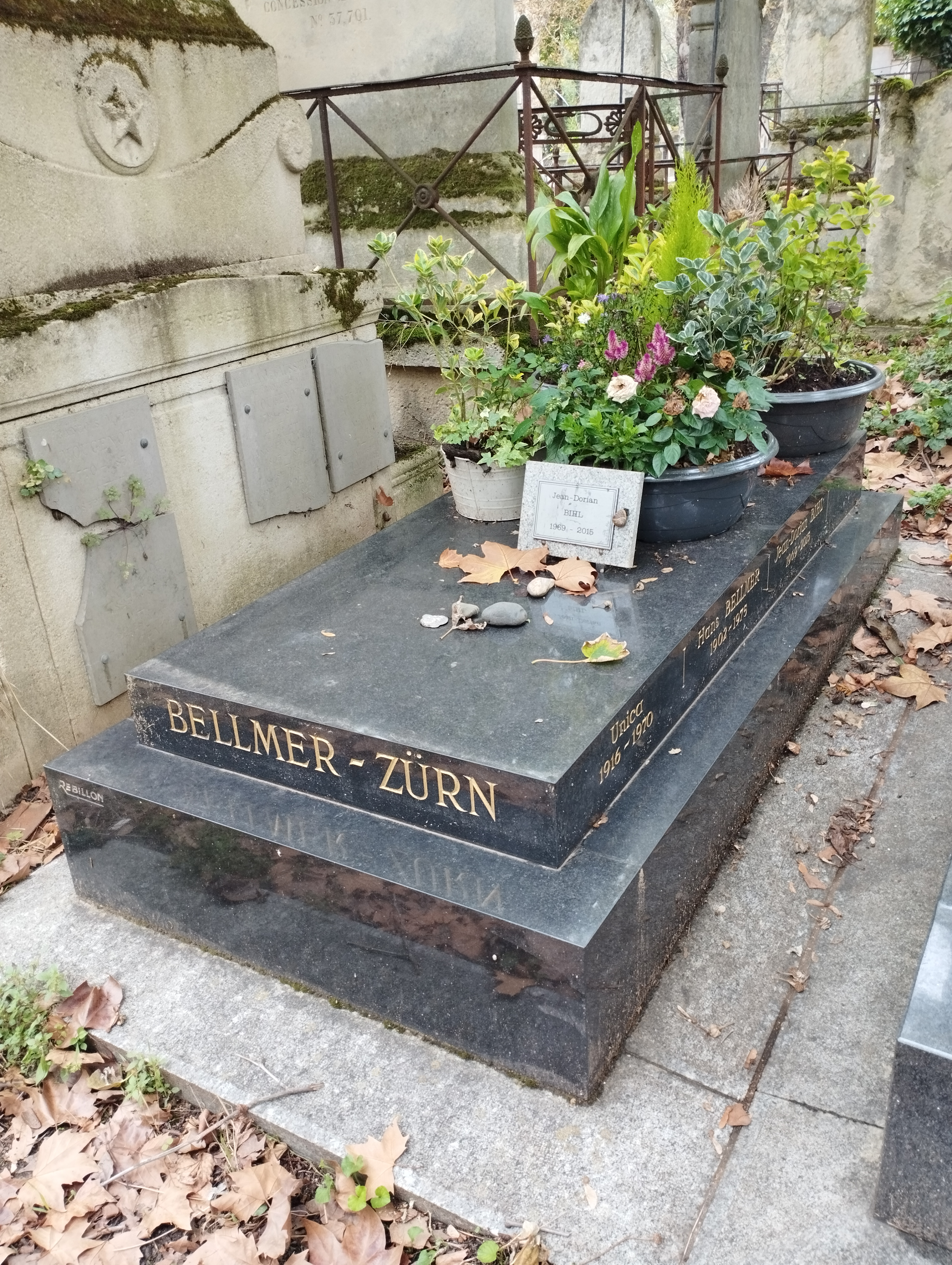
Tombe d'Unica Zürn au cimetière du Père-Lachaise (division 9).

En avril, elle écrit une lettre de rupture à Bellmer. Elle achève la rédaction de L'Homme-Jasmin, Vacances à Maison-Blanche et Rencontre avec Hans Bellmer.
Autorisée à sortir de la clinique, elle se rend chez Hans Bellmer le 18 octobre 1970 et se suicide en se jetant par la fenêtre de son appartement. Elle est inhumée à Paris au cimetière du Père-Lachaise (9e division). Hans Bellmer est inhumé à son côté en 1975.
Sur un cahier qu’il a offert à Unica Zürn à Sainte-Anne, Henri Michaux a inscrit en dédicace :
« Cahier de blanches étendues intouchées

Lac où les désespérés, mieux que les autres,

peuvent nager en silence,

s’étendre à l’écart et revivre. »
Ses écrits en français sont publiés en 2022, sous le titre MistAKE & autres écrits français, par l'éditeur Ypsilon.

## Œuvres

### Ouvrages illustrés
- Hexentexte (Grimoire de sorcière), comprenant 10 dessins et 10 anagrammes, postface de Hans Bellmer, Berlin, galerie Springer, 1954[13].
- Oracles et spectacles, 14 poèmes-anagrammes et 8 eaux-fortes, introduction de Patrick Waldberg, frontispice et post-scriptum de Hans Bellmer, Paris, Georges Visat, 1967[14].
- The House of Illnesses, première publication en allemand, 1977. Traduction anglaise de Malcolm Green, avec des dessins d'Unica Zürn, Londres, Atlas Press, 1993.

### Littérature
- Œuvres complètes d’Unica Zürn, en 8 volumes, Berlin, Brinkman et Bose, 1988-1999.
- L'Homme-Jasmin, traduction Ruth Henry et Robert Valençay, avec une préface d'André Pieyre de Mandiargues, Paris,Gallimard, 1971 ; réédition Paris, Gallimard, coll. « L'Imaginaire », 1999.
- Sombre printemps, traduction Ruth Henry et Robert Valençay, Paris, Belfond, 1971. Réédition Paris et Montréal, éditions Écriture, 1997. Ce roman de 80 pages raconte l'histoire d'une enfant en besoin d'amour.
  - Printemps sombre, traduction Lucie Taïeb, Paris, Ypsilon Editeur, 2024.
- Lettres au Docteur Ferdière, coécrit avec Hans Bellmer, Biarritz, Nouvelles éditions Séguier, 1994.
- Vacances à Maison-Blanche, Paris, Joëlle Losfeld, 2003. Derniers écrits et autres inédits, traduction et présentation de Ruth Henry.
- MistAKE & autres écrits français, Ypsilon éditeur, 2022.

### Dessins
- Der Geist aus der Fläsche, plume, encre de Chine, 31,9 × 24,5 cm, Paris, École nationale supérieure des beaux-arts. Ce dessin est à mettre en relation avec un des poèmes-anagrammes d’Oracle et spectacle, Der Geist aus der Flasche, pour lequel Unica Zürn conçut plus de neuf dessins lors d’un séjour à Pavalas-les-flots en 1960. Elle prend pour point de départ le célèbre conte persan des Mille et une nuits et explore les définitions du mot Geist qui signifie tout à la fois le fantôme et l’esprit. Elle mentionne sa première rencontre en 1957 avec Henri Michaux dont les œuvres furent une grande source d’inspiration pour elle[15].

### Influence et postérité
- Dans le film Les Jeux de la comtesse Dolingen de Gratz, de Catherine Binet, Unica Zürn apparaît comme une figure tutélaire et une référence majeure : son évocation revient dans la narration à de multiples reprises, à la manière d’un leitmotiv ou d’une obsession.